# Bauhinia brachycarpa
Bauhinia brachycarpa är en ärtväxtart som beskrevs av George Bentham. Bauhinia brachycarpa ingår i släktet Bauhinia och familjen ärtväxter.

## Underarter
Arten delas in i följande underarter:
- B. b. brachycarpa
- B. b. cavaleriei
- B. b. densiflora
- B. b. microphylla